# باخترلمور
باخترلمور(نام علمی: Hesperolemur actius) نام یک گونه از تیره خرس‌نمایان است.